# Judita
Ženské jméno Judita pochází z hebrejského slova יהודית Jehúdít „Židovka“. Ve Starém zákoně je vdova Judita („Júdit“) hlavní hrdinkou stejnojmenné Knihy Júdit. Její zásluhou bylo, že svou zbožností a odvahou zachránila židovské město Betulii před dobytím nepřátelským vojskem.
Modifikací jména – zvl. ve středověku – je jeho tvar Juta (Jutta) či Guta, které bylo mezistupněm při vzniku českého jména Jitka.

## Statistické údaje
Následující tabulka uvádí četnost jména v ČR a pořadí mezi ženskými jmény ve srovnání dvou roků, pro které jsou dostupné údaje MV ČR – lze z ní tedy vysledovat trend v užívání tohoto jména:
| Rok       | Četnost   | Pořadí   |
| 1999      | 1088      | 215.     |
| 2002      | 1072      | 214.     |
| Porovnání | o 16 méně | o 1 lépe |

Změna procentního zastoupení tohoto jména mezi žijícími ženami v ČR (tj. procentní změna se započítáním celkového úbytku žen v ČR za sledované tři roky) je −0,7%.

## Jméno Judita v jiných jazycích
- Anglicky: Judith, Judy
- Italsky: Giuditta
- Německy: Judith, Jutta
- Polsky: Judyta
- Hebrejsky: Jehúdit
- Česky: Jitka

## Data jmenin
- Český kalendář: 29. prosince
- Slovenský kalendář: 19. prosince

## Významné osoby se jménem Judita (Juta, Guta)
- Júdit – biblická postava z Knihy Júdit
- Judita Babenberská (1115–1178?) – markraběnka z Montferratu
- Judita Bavorská – více osob, rozcestník
- Judita Bavorská (795–843) – druhá manželka Ludvíka I. Pobožného
- Judita Bavorská (1103–1131) – vébvodkyně švábská
- Judita Bretaňská (982-1017) – normandská vévodkyně
- Judita Čeřovská – česká a německá zpěvačka
- Judita Durynská (asi 1135–1174) – česká královna, druhá manželka českého krále Vladislava II.
- Juta Falkenberská či Judita Opolsko-Ratibořská († po 1378) – opavská a hlubčická kněžna
- Judita Flanderská – více osob, rozcestník
- Judita Grojčská (1066–1108) – česká princezna, dcera Vratislava II.
- Guta Habsburská – česká královna v letech 1285–1297, manželka českého krále Václava II.
- Judita Marie Švábská (1054–1105) – uherská královna a polská kněžna
- Judith Martel – královna Wessexu
- Judita Mazovská (1222/27–1257/63) – kněžna opolsko-ratibořská a vratislavská
- Judit Polgárová (* 1976) – maďarská šachistka
- Judita Přemyslovna (1056/58–1086)- polská kněžna jako manželka Vladislava I. Heřmana, dcera českého krále Vratislava II. a Adléty Uherské
- Judita Přemyslovna (1230) (1201–1230) – korutanská vévodkyně a dcera Přemysla Otakara I.
- Juta Saská – dánská královna v letech 1241–1250
- Judita ze Schweinfurtu (před 1003–1058) – manželka Břetislava I. a česká kněžna